# أهل يوليو
رواية "قوم جولاي" هي عمل أدبي للكاتبة الجنوب أفريقية نادين غورديمر، الحائزة على جائزة نوبل في الأدب 1991م.

## التفاصيل:
تتناول الرواية قصة عائلة بيضاء، بام ومورين وأطفالهما الثلاثة، الذين يضطرون للفرار من جوهانسبرغ إلى قرية خادمهم الأسود جولاي، إثر اندلاع ثورة السود في جنوب أفريقيا. تستكشف الرواية التوترات العرقية والاجتماعية في ظل نظام الفصل العنصري.

## الترجمة:
تمت ترجمة الرواية إلى اللغة العربية ونشرتها دار ورد للطباعة والنشر